# Yssyk Koul
Pour la province, voir Yssykköl (province).
Pour les articles homonymes, voir Koul.
L'Issyk-Koul, parfois autrefois Issygh koul (en russe : Иссык-Куль), ou Ysyk-Köl (en kirghiz : Ысык-Көл,  « lac chaud ») est un lac endoréique salé situé en Asie centrale dans le nord des monts Tian Shan dans le nord-est du Kirghizistan, dans la province de l'Yssyk-Köl.
Huitième lac le plus profond avec ses 668 m de profondeur, c'est aussi le onzième plus grand lac en termes de volume au monde ainsi que le deuxième plus grand lac de montagne avec ses 6 280 km2. C'est l'un des plus vieux lacs du monde, formé il y a environ 25 millions d'années par l'affaissement du sol. Bien qu'il soit situé à 1 606 m d'altitude avec un climat continental rude, il gèle rarement en raison de sa légère salinité, ce qui lui vaut le nom en kirghize de lac chaud. Classé en 1974 comme site Ramsar d'importance mondiale grâce à sa biodiversité, il est inclus dans la réserve de biosphère de l'Issyk-Koul depuis 2001. Ses environs sont d'importants lieux de nidification et de passage pour les oiseaux migratoires.
L'une des branches nord de la Route de la Soie passait dans les environs du lac. Au cours de l'histoire humaine de ses rives, divers empires se succédant. Sa région est identifiée comme le lieu d'origine de la peste noire, qui se répandit ensuite en Europe et en Asie au cours du XIVe siècle. La région est colonisée par les Russes au XIXe siècle, qui font les premières expéditions scientifiques vis-à-vis du lac, notamment avec l'officier Prjevalski. Les Kirghizes de la région se révoltent en 1916, mais les bolcheviques reprennent le territoire en 1920. Depuis la chute de l'URSS, le tourisme s'est développé comme une industrie importante pour la région, mettant en danger la biodiversité du lac avec l'introduction d'espèces de poissons exotiques.

## Géographie

### Situation

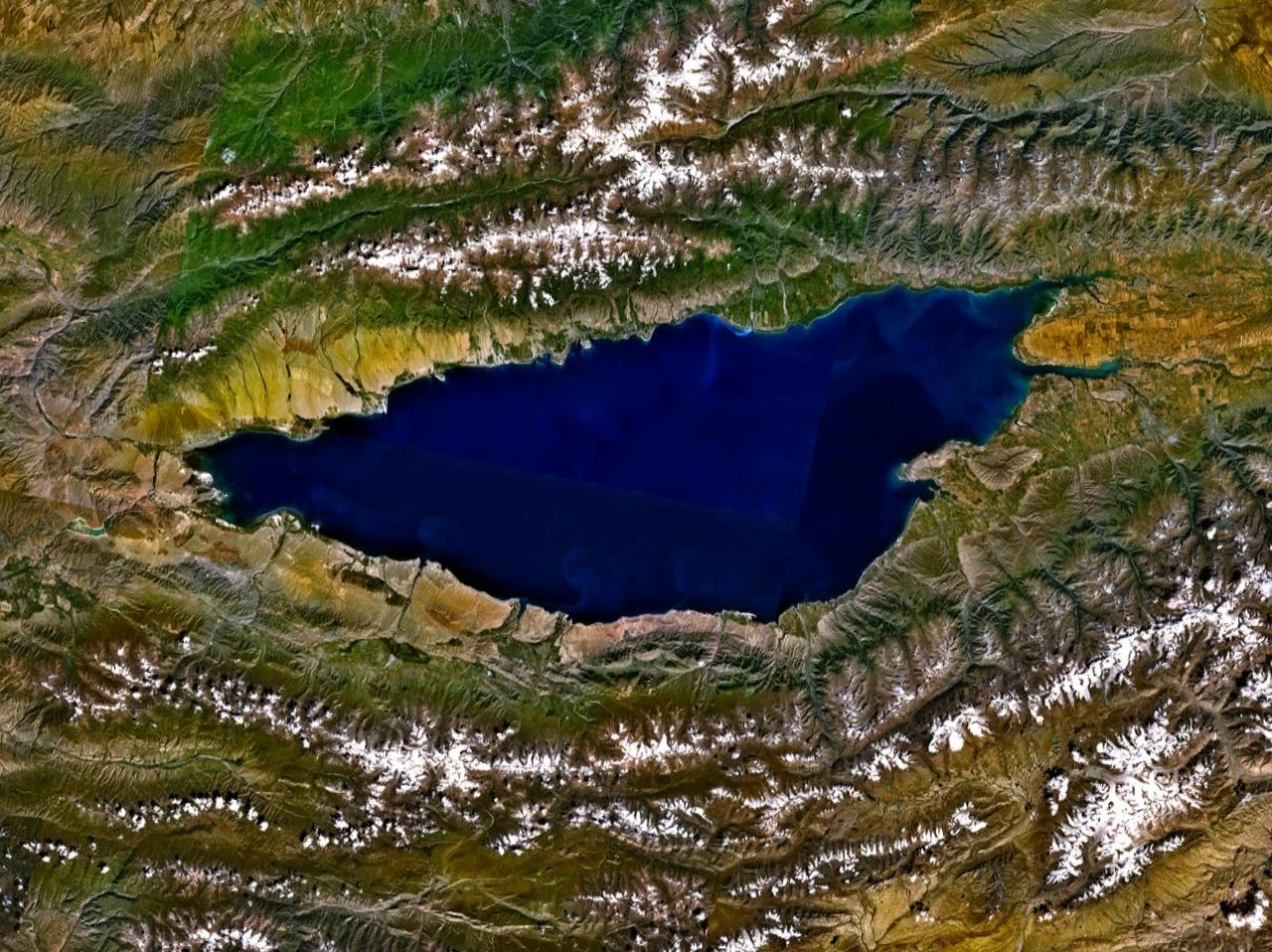
Le lac vu de l'espace en 1992.

L'Issyk-Koul se situe au Kirghizistan, Asie centrale, dans la province de l'Yssyk-Köl. Le lac se situe au croisement du 77e méridien est et du 42e parallèle nord, dans les montagnes du Tian Shan. 
Ayant la forme d'un trapèze avec sa base au nord, le lac est long de 178 km d'est en ouest et large de d'environ maximum 60 km du nord au sud. Il couvre une superficie de 6 280 km2, plus de dix fois la superficie du lac Léman, ce qui en fait le deuxième plus grand lac de montagne du monde après le lac Titicaca,. Le périmètre du lac est de 668 km de long.

### Topograhie
Le lac se trouve dans la partie septentrionale du massif des Tian Shan, massif aux frontières du Kirghizstan, du Kazakhstan et de la Chine. Il se situe à une altitude de 1 606 m, dans le creux d'une dépression d'origine glaciaire. Il est entouré par les monts Küngöy Ala-Too au nord qui culmine à 4 771 m d'altitude, et par les monts Terskeï Ala Tau au sud avec des sommets culmine à 5 216 m d'altitude, deux chaînes appartenant aux monts Tian Shan,. 
À son extrémité orientale, se dressent les plus hautes montagnes du Kirghizstan : le Jengish Chokusu (anciennement pic Pobedy, le "pic de la Victoire", 7 439 mètres) et le Khan Tengri (7 010 mètres), ainsi que l'un des plus longs glaciers du monde, l'Inylchec, qui dépasse les 50 km.  À l'est, le bassin du lac est aussi cerné par les sommets isolés d'Alabel et de Chaarzhoon, à l'ouest par les sommets isolées de Karakuu et Kyzylompol. La ceinture montagneuse entourant le lac n'a qu'une brèche par les Gorges de Boom au nord-ouest du lac, où coule la rivière Tchouï,.
D'une profondeur maximale de 668 m, c'est le cinquième lac le plus profond du monde. Sa profondeur moyenne est de 278 m, et approximativement 38 % du lac est profond de moins de 100 m. C'est dans cette zone que la biodiversité du lac est la plus riche,.

### Hydrographie
Le volume du lac est de 1 738 km3, soit le onzième plus grand lac du monde en termes de volume. Environ 118 cours d'eau se jettent dans le lac, le lac drainant un territoire de 22,080 km2. Le bassin du lac est alimenté par les fontes des neiges et des glaciers, les glaciers occupant 509 km2 du bassin. Les principales rivières se jettant dans le lac sont la Djyrgalan et Tioup,,. Le système hydrologique reflète la répartition des précipitations dans le bassin. À l'ouest, où les précipitations sont faibles, le système hydrologique est peu développé avec des volumes d'eau coulant dans le lac relativement faible. Au contraire à l'est, où les précipitations sont les plus fortes, le réseau hydrographique est plus dense, avec des rivières plus abondantes. Ce sont ainsi principalement les rivières de l'est qui alimentent le lac. 
Le lac, légèrement salé, fait que le lac ne gèle pas en hiver malgré son altitude, d'où son nom kirghize de « lac chaud », en référence au fait qu'il ne gèle pas,,. 
Le lac est endoréïque, n'ayant aucun émissaire. Autrefois, le lac était alimenté à son extrémité occidentale par la rivière Tchouï, qui sortait ensuite du lac à cette même extrémité pour couler dans les Gorges de Boom. Mais à la fin du Pléistocène, en raison probablement des mouvements tectoniques, le lit de la rivière Tchouï a été modifié et a été disconnectée du lac. Depuis la déconnexion, le lac a, par intermittence, débordé par l'ancien lit de la rivière Tchouï vers cette rivière lors des périodes de hauts niveaux eaux. La dernière période de hauts niveaux d'eaux s'est terminée il y a environ 150 ans. Le lit reliant le lac à la rivière Tchouï s'appelle le canal de Koutemalda, long de seulement 4 km, qui permet parfois d'évacuer les eaux du lac lors de saison des hautes eaux (après la fonte des glaces).

### Climat
La température de surface du lac en janvier ne descend pas sous les 2–3 °C tandis qu'en juillet la température de surface atteint les 19–20 °C. Cependant à des profondeurs supérieures à 100 m, la température reste constante toute l'année à 3,5–4,5 °C.

## Histoire humaine

### Moyen-Âge
Site de peuplement très ancien, Issyk Koul a accueilli des monastères chrétiens dans l'Antiquité. Au Moyen Âge, son village fortifié de Barskoon (rive sud du lac), probable étape sur l'une des branches de la route de la soie, voit naître le savant et géographe Mahmoud Al-Kashgari (1008-1105), dont les ouvrages géographiques seront célèbres dans le monde musulman.
Beaucoup d'historiens pensent que le lac est le point d'origine de la terrible peste noire qui a sévi en Europe et en Asie au début du XIVe siècle. Selon les résultats de recherches et analyses ADN publiées dans la revue Nature du 15 juin 2022, la peste noire, qui a sévi pendant le Moyen Âge de 1346 à 1353 environ, trouverait son origine dans le secteur du lac Yssyk Koul, et il semblerait que ce sont les marmottes qui, porteuses de la bactérie Yersinia pestis, l'auraient ensuite diffusée vers l'ouest, par l'intermédiaire des hommes, mais aussi des poux, des puces et des rats. L'actuel Kirghizistan se trouvait sur la route de la soie, l'une des principales voies commerciales et de circulation de cette époque.
Ce lieu de passage pour les voyageurs a en effet permis à la peste de se propager à travers les deux continents par l'intermédiaire de commerçants contaminés sans le savoir par les piqûres de puces. Un monastère du XIVe siècle fut découvert sur le littoral nord-est du lac grâce à une ancienne carte utilisée par les Vénitiens au Moyen Âge. Dans les cimetières nestoriens mis au jour, des épitaphes mentionnent que les personnes inhumées ont succombé à une terrible épidémie de peste en 1338 et 1339, qui semble avoir mis fin à la domination nestorienne au profit des mongols musulmans.
Dans la seconde moitié du Moyen Âge, la cuvette est un lieu de pastoralisme semi-nomade des tribus kirghizes. À l'époque contemporaine, il s'agit des Bugu, Sary Bagysh et Sayak. 

### Colonisation russe
À partir du milieu du XIXe siècle, la région fait l'objet d'expéditions de sociétés géographiques russes, notamment sous la direction de l'explorateur et officier de l'armée russe Prjevalski (1839-1888, mort au bord du lac dans la ville de Karakol, qui portera le nom de Prjevalsk pendant la période soviétique). Des colonies de paysans russes sont implantées massivement. En 1916, les Kirghizes de la région se soulèvent contre le colonisateur et font l'objet d'une violente répression. Mais à la suite de la Révolution russe, les bolchéviques reprennent ces territoires au début des années 1920. 

### Depuis 1991
Les rives du lac sont actuellement peuplées par des populations de diverses origines ethniques : Kirghizes, Dounganes, Russes, Kazakhs et Ouïghours.

## Activités humaines

### Populations
Les principales villes bâties sur les rives de l'Issyk-Koul sont Karakol (63 000 habitants en 2009) à l'est, centre administratif de la région qui possède une petite université, Cholpon-Ata au nord et le petit centre industriel de Balyktchy à l'ouest.

### Agriculture
Bénéficiant d'un climat tempéré, la région de l'Issyk-Koul est un des greniers du pays : sur le littoral sud, on trouve de nombreux champs de blé, d'orge ou de maïs. 

### Tourisme
À partir des années 1950, les infrastructures hôtelières se développent et le lac devient un lieu de villégiature réputé en Union soviétique. Il accueille notamment les cosmonautes soviétiques en convalescence après leur retour de mission, des équipes sportives effectuant des stages en altitude, ainsi que les cadres dirigeants des administrations. Durant la période soviétique, le lac devint un célèbre centre de vacances avec une multitude de sanatoriums, de résidences de vacances et de sites de villégiature le long de son littoral nord autour de la ville de Cholpon-Ata.
En crise dès la fin de l'ère soviétique, le tourisme y renaît petit à petit depuis les années 2000. Le lac et la région avoisinante étaient, à l'époque soviétique, fermés aux étrangers.
L'Issyk Koul propose des stations balnéaires très appréciées des Kazakhs, des Kirghizes et des Russes. La rive sud, notablement moins équipée que la rive nord, offre des paysages sauvages et pittoresques d'une grande beauté, ainsi qu'un accès facile à pied ou à cheval vers les pâturages d'été et les hauts plateaux situés au-delà de 4 000 m.
Enfin, la ville de Karakol est une base logistique pour les expéditions d'alpinistes vers le massif du Khan Tengri situé à 150 km au sud-est. Un des plus vastes ensembles de pétroglyphes du Kirghizistan se trouve à Cholpon-Ata. La ville de Karakol s'appelait autrefois « Prjevalsk » d'après la translittération en russe du nom de l'explorateur polonais Przewalski, sujet de l'Empire russe, qui y est mort. C'est le siège administratif de la province d'Yssykköl. La ville est située près de l'extrémité orientale du lac. Le vieux cœur de la ville contient une impressionnante mosquée en bois, ainsi qu'une église orthodoxe également en bois qui a servi d'étable durant la période soviétique.

Une cabane de sauveteurs sur la plage de Kosh Kol
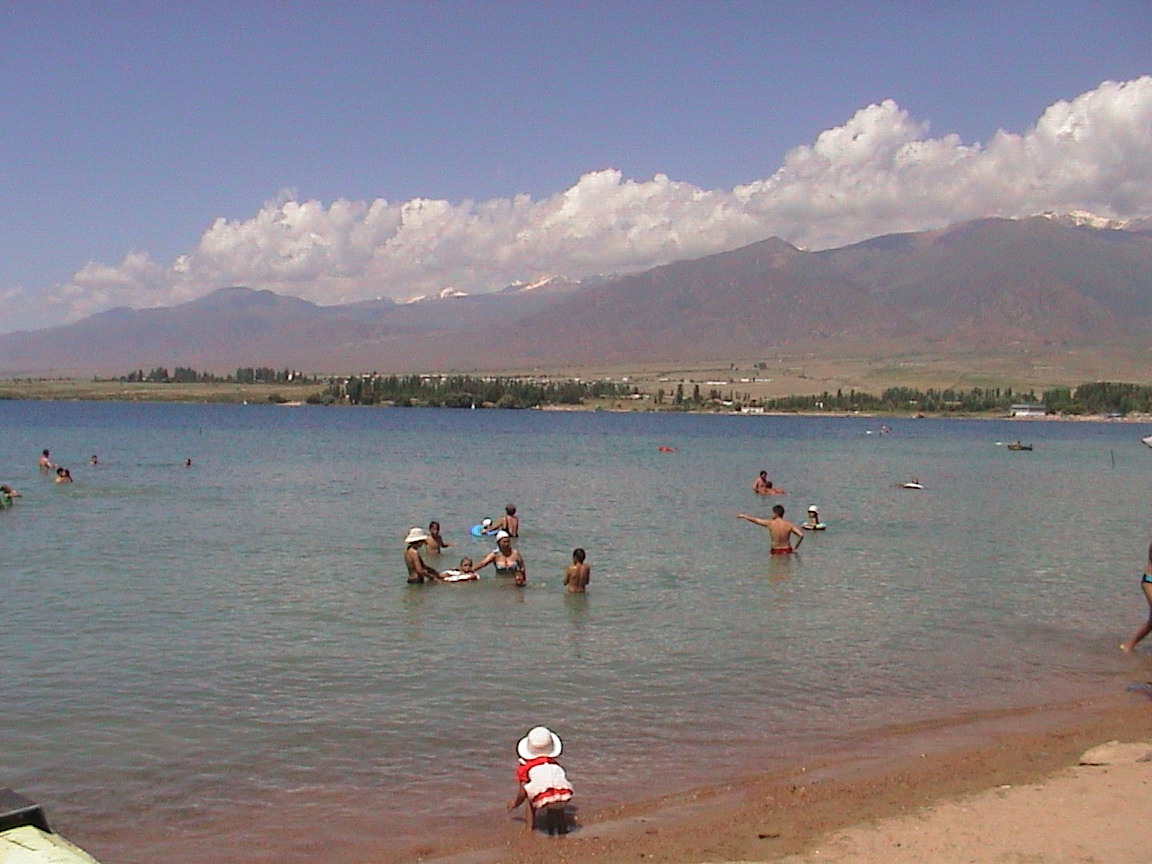
Plage sur les berges de l'Yssyk Koul
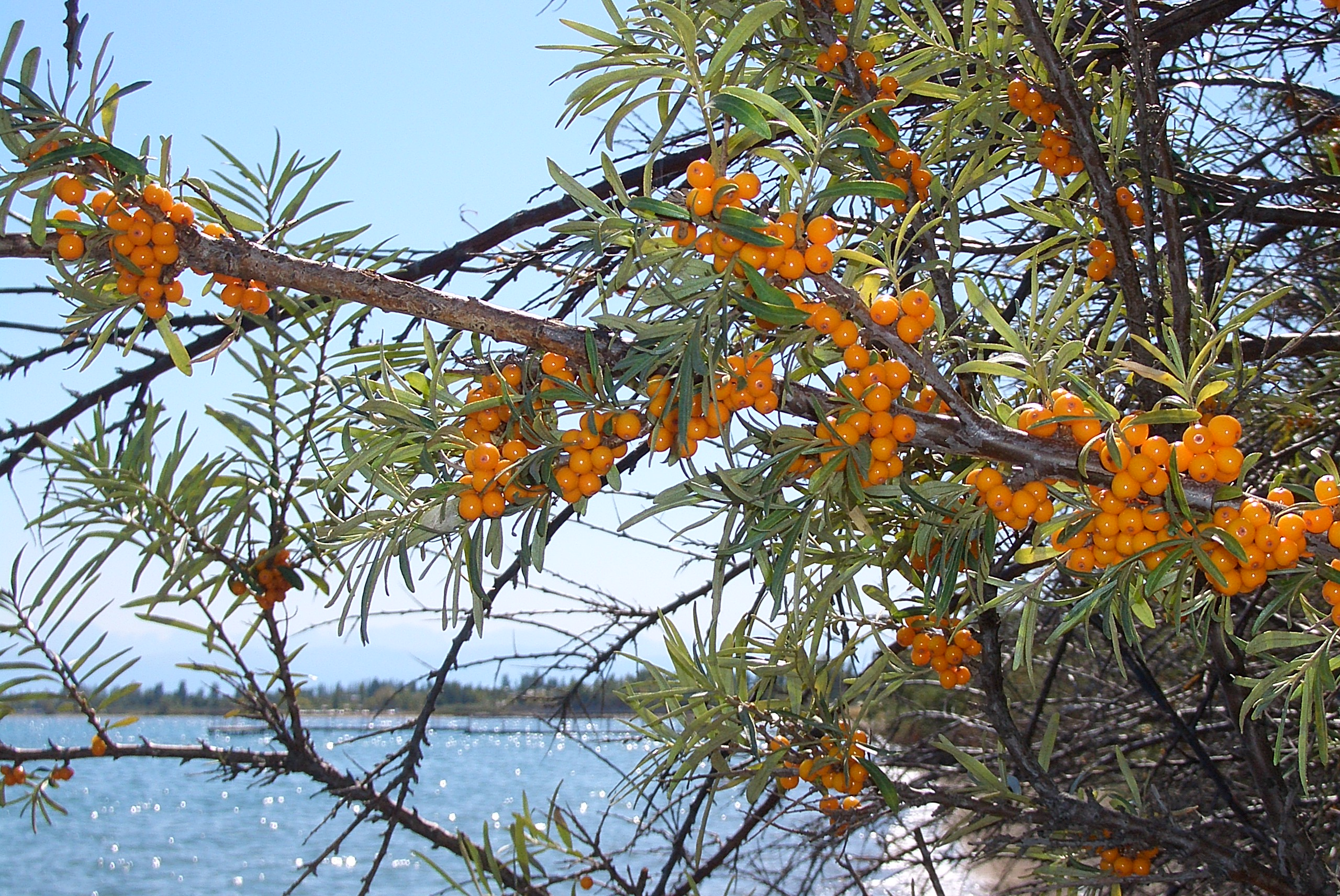
Argousier sur les berges de l'Yssyk Koul
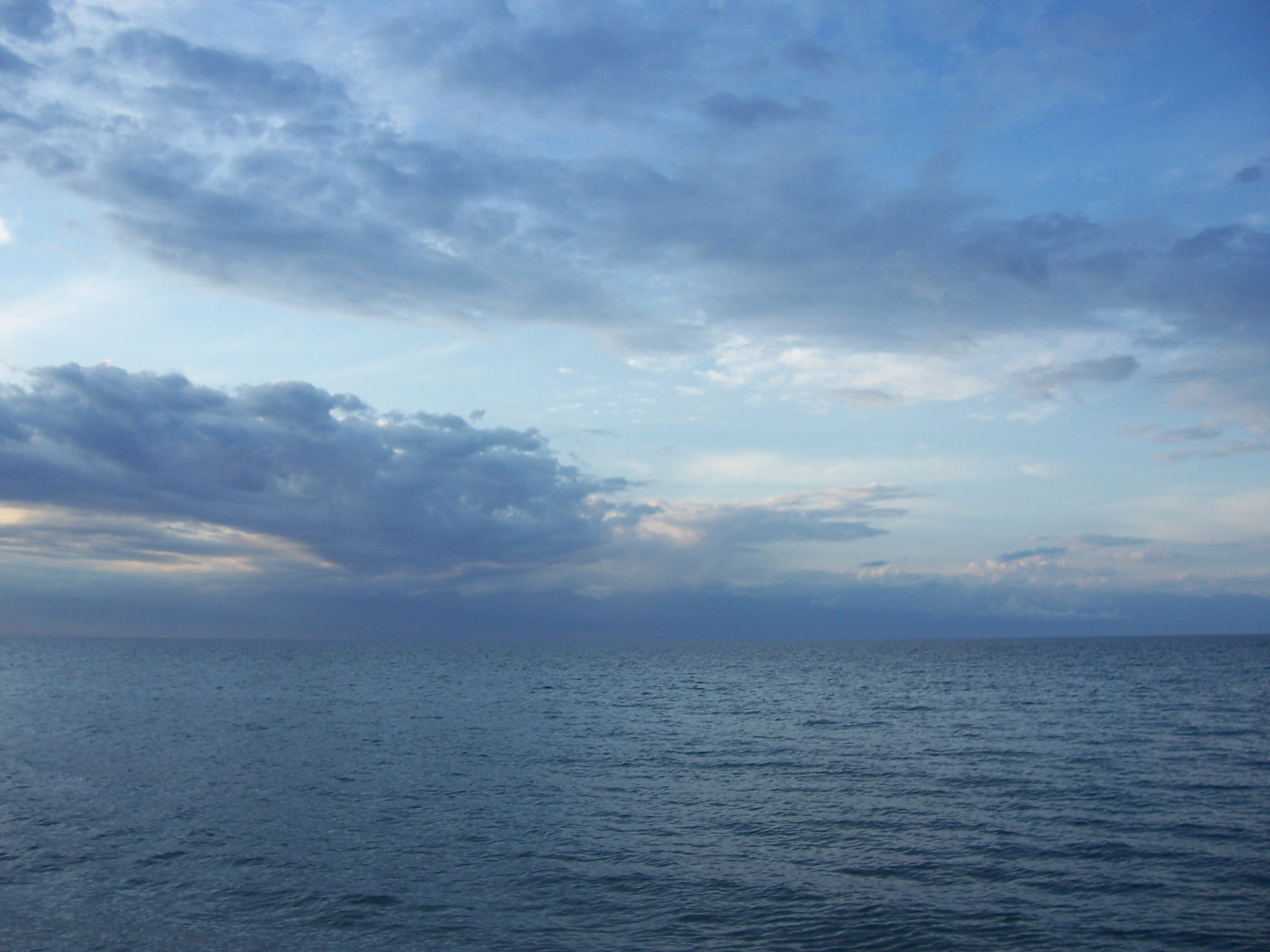
L'Yssyk Koul l'été en fin d'après-midi.

### Utilisations du lac comme zone de test
Une large zone à l'est du lac fut employée comme zone militaire par la Marine soviétique pour tester des torpilles et des technologies sous-marines. En 2008, des journaux kirghizes rapportèrent que 866 hectares du lac autour de la péninsule de Karabulan, où se trouve la ville de Karakol,  seraient loués pour une période indéfinie à la marine russe qui envisagerait d'y établir une base de tests dans le cadre de l'accord de 2007 d'amitié, de coopération, d'aide mutuelle et de protection des secrets entre les deux pays. La marine russe paierait l'équivalent de 4,5 millions de dollars pour cette location.
L'Inde avait aussi envisagé en 2011 d'investir dans une base sur le lac pour tester des torpilles lourdes ou à navigation thermique. Un avantage du test en lac est que les torpilles tirées peuvent être récupérées pour études. L'Inde envisageait également d'y tester son véhicule sous-marin autonome développé par le Naval Science and Technological Laboratory. Pour cela, elle se proposait d'engager des compagnies locales ayant un savoir‑faire dans le test de torpilles pour co-développer cette base.
Le lac est, par ailleurs, utilisé comme site de référence pour la calibration des satellites altimétriques qui mesurent le niveau de la mer.

## Protection
Le lac Issyk-Koul a été reconnu site Ramsar le 10 novembre 1976.
Selon Sylvain Tesson, dans son récit La chevauchée des steppes, le lac a été pollué en 1998 par un déchargement accidentel de cyanure destiné à une mine d'or voisine exploitée par une société canadienne. Un camion transportant une citerne de cyanure s'est renversé et son contenu s'est déversé dans une rivière alimentant le lac. « En quelques heures des millions de poissons sont morts ».

## Légendes
Ella Maillart rapporte dans un récit de voyage une version de la légende du roi Midas, attribuée aux Wusun (qu'elle orthographie Oussounes). Le barbier ayant confié le secret des oreilles d'âne du roi à un puits, il oublia de refermer l'orifice : l'eau du puits déborda, noya le palais et engendra le lac actuel de l'Yssyk Koul.